# Garcinia poilanei
Garcinia poilanei là một loài thực vật có hoa trong họ Bứa. Loài này được Gagnep. mô tả khoa học đầu tiên năm 1941.